# Museo de Afrodisias
El Museo de Afrodisias es uno de los museos arqueológicos de Turquía. Está ubicado dentro del sitio arqueológico de la antigua ciudad de Afrodisias, situada cerca de la localidad de Geyre, en la provincia de Aydin. Fue inaugurado en 1979. 
Actualmente se encuentra cerrado por renovación y su apertura no se espera hasta 2030.

## Historia
Tras las excavaciones que tuvieron lugar en el sitio arqueológico de Afrodisias en 1961, algunos hallazgos fueron trasladados a museos de Izmir y de Estambul. Entretanto, se proyectaba la creación de un museo en Afrodisias cuya construcción se realizó entre 1971 y 1977. Después se realizó el proyecto de la exposición permanente de las obras y finalmente el museo fue inaugurado en 1979. Por otra parte, en 2008 se inauguró un edificio anexo del museo que alberga un gran número de relieves de mármol procedentes del Sebasteion.

## Colecciones
El museo contiene una colección de objetos arqueológicos procedentes de las excavaciones del entorno de la antigua ciudad de Afrodisias y tiene la particularidad de que la exposición se halla junto a las ruinas arqueológicas.
Entre ellos se encuentran piezas prehistóricas de los periodos calcolítico y de la Edad del Bronce. Los objetos expuestos cubren también los periodos arcaico, clásico, helenístico, romano, bizantino e islámico temprano. La cerámica de Lidia y las obras relacionadas con el importante templo de Afrodita figuran entre las exhibiciones del museo.  
En este museo es muy destacable la riqueza de piezas escultóricas y relieves, especialmente las pertenecientes al periodo comprendido entre finales del siglo I a. C. y el siglo V. También se exhiben sarcófagos en las zonas exteriores del museo.
Entre las piezas más notables se incluyen estatuas de culto de Afrodita, frisos de edificios de la antigua ciudad con gran riqueza escultórica, una estatua de Melpómene, estatuas de emperadores y magistrados romanos, una estatua de Dioniso niño sostenido por un sátiro, así como varias Nike. También son muy interesantes los relieves procedentes del Sebasteion; algunos de temas mitológicos y otros relacionados con la historia de Roma.
|                                   |
| Estatua de Afrodita del siglo II. |

|                                     |
| Estatua fragmentaria de un caballo. |

|                                                     |
| Relieve con representación de Aquiles y Pentesilea. |

|                                                     |
| Relieve con representación de Belerofonte y Pegaso. |